# Lodger (album)
Az 1979-es Lodger David Bowie nagylemeze. Az album a Berlin trilógia utolsó darabja, bár felvételei valójában Svájcban és az Egyesült Államokban zajlottak. A trilógia első két nagylemezével szemben kevesebb az instrumentális, ambient műfajba sorolható darab, sokkal inkább jellemző az albumra a hagyományos felépítés.

## Az album dalai
Minden szám szerzője David Bowie és Brian Eno, kivételek azok, ahol a szerző jelölve van.
Első oldal
1. "Fantastic Voyage" – 2:55
2. "African Night Flight" – 2:54
3. "Move On" (David Bowie) – 3:16
4. "Yassassin" (David Bowie) – 4:10
5. "Red Sails" – 3:43

Második oldal
1. "D.J" (David Bowie, Brian Eno, Carlos Alomar) – 3:59
2. "Look Back in Anger" – 3:08
3. "Boys Keep Swinging" – 3:17
4. "Repetition" (David Bowie) – 2:59
5. "Red Money" (David Bowie, Carlos Alomar) – 4:17

## Helyezések

### Album
| Év   | Lista                | Helyezés |
| ---- | -------------------- | -------- |
| 1977 | Brit albumlista      | 4        |
| 1977 | Billboard Pop Albums | 20       |
| 1977 | Norvégia             | 11       |
| 1977 | Ausztria             | 13       |
| 1977 | Svédország           | 9        |

### Kislemezek
| Év   | Kislemez           | Lista                                      | Helyezés |
| ---- | ------------------ | ------------------------------------------ | -------- |
| 1979 | Boys Keep Swinging | Ausztrál kislemezlista (Kent Music Report) | 85       |
| 1979 | Boys Keep Swinging | Brit kislemezlista                         | 7        |
| 1979 | D.J.               | Ausztrália                                 | 98       |
| 1979 | D.J.               | Brit kislemezlista                         | 29       |
| 1979 | D.J.               | Billboard kislemezlista                    | 106      |

## Közreműködők

### Zenészek
- David Bowie – ének és háttérvokál, szintetizátor, zongora,   gitár
- Brian Eno – gitár, szintetizátor, trombita, kürt, zongora, háttérvokál
- Tony Visconti – mandolin, gitár, basszusgitár, háttérvokál
- Adrian Belew – mandolin, gitár
- Carlos Alomar – gitár, dob, háttérvokál
- Dennis Davis – dob, basszusgitár, háttérvokál
- George Murray – basszusgitár, háttérvokál
- Sean Mayes – zongora
- Simon House – mandolin, hegedű, háttérvokál
- Roger Powell – szintetizátor
- Stan Harrison – szaxofon

### Produkció
- David Bowie – producer
- Tony Visconti – producer, hangmérnök, mixing
- David Richards – hangmérnök
- Eugene Chaplin – segédhangmérnök
- Rod O'Brien – mixing
- Greg Calbi – mastering